# Bogas de Cima
Bogas de Cima ist eine Gemeinde (Freguesia) im portugiesischen Kreis Fundão. In ihr leben 328 Einwohner (Stand 19. April 2021).